# Chinesische Badminton-Superliga 2012
Die Chinesische Badminton-Superliga 2012 als höchste Mannschaftsspielklasse im Badminton in China war in eine Vor- und eine Endrunde unterteilt, aus welchen der chinesische Mannschaftsmeister ermittelt wurde.

## Mannschaftsaufstellungen
| Gruppe | Team                 | Aufstellung |
| ------ | -------------------- | --- |
| Nord   | Peking               | Chen Zhiben, Lu Yi, Qiao Bin, Huang Guoxing, Chen Tianyu, Qi Shuangshuang, Yu Xiaoyu, Bao Zilong, Huang Haoda                              |
| Nord   | Peking               | Xie Jing, Suo Di, Chen Jiao, Fan Mengyan, Qi Xuefei, Ma Xixi, Yu Xiaohan                                                                   |
| Nord   | Shenyang             | Zhou Wenlong, Gao Huan, Lu Kai, Liu Peixuan, Li Peng, He Mu, Chen Mingyu, Yang Fan, Kenichi Hayakawa, Hiroyuki Endo                        |
| Nord   | Shenyang             | Jiang Yanjiao, Yu Yang, Du Jing, Liu Fanghua, Su Lan, Zhang Yeqi, Xie Yang, Diao Zhe, Jia Lin                                              |
| Nord   | Jiangsu              | Chen Jin, Li Yu, Qiu Yanbo, Tao Jiaming, Sun Junjie, Guo Cheng, Kang Jun, Hu Qianyuan                                                      |
| Nord   | Jiangsu              | Wang Shixian, Hui Xirui, Cheng Shu, Tang Jinhua, Sun Xiaoli, Xiong Mengjing                                                                |
| Nord   | Zhejiang             | Sang Yang, Wang Sijie, Guo Ziyu, Huang Yuxiang, Lee Chong Wei                                                                              |
| Nord   | Zhejiang             | Wang Lin, Zhou Hui, Huang Yaqiong, Xiao Li, Xu Chen, Zhang Yawen                                                                           |
| Nord   | Wuhan                | Zhang Nan, Li Rui, Rao Yuqiang, Chen Yuekun, Li Junyang, Liu Ming, Jin Qiuwei, Mathias Boe, Carsten Mogensen, Mohammad Ahsan, Bona Septano |
| Nord   | Wuhan                | Zhao Yunlei, Wang Xiaoli, Li Wen, Chen Xi, Fang Yixian, Tian Tian, Zhang Jing, Kang Qian, Jiang Rui, Huang Yanlin                          |
| Nord   | Qingdao              | Shen Ye, Qiu Zihan, Du Pengyu, Hong Wei, Liu Jingru, Zhang Moran, Guan Xiaodong, Li Qi,                                                    |
| Nord   | Qingdao              | Ma Jin, Luo Ying, Luo Yu, Liu Jie, Wei Yaqi, Geng Jian, Yang Yuting, Ratchanok Intanon                                                     |
| Süd    | Shanghai             | Chen Long, Lu Qicheng, Yu Hao, Wu Junchao, Yu Junjie, Gu Chao, Shi Hong, Xie Yiji                                                          |
| Süd    | Shanghai             | Wang Yihan, Hu Minyu, Liu Yingchun, Kang Yiling, Chen Tingting, Xuwen Fei, Liu Mengyi, Jiang Yujing, Mizuki Fujii, Reika Kakiiwa           |
| Süd    | Hunan/Guangdong      | Bao Chunlai, Chai Biao, Zhang Sheng, Dong Shuai, Zhang Wen, Chen Zhuofu, Pan Jiang, Lu Hai, Cheng Junwei                                   |
| Süd    | Hunan/Guangdong      | Tian Qing, Chen Xiaojia, Xia Huan, Xie Siyu, Zeng Xi, Jia Yifan                                                                            |
| Süd    | Guangdong            | Fu Haifeng, Zeng Weijie, Xu Junjie, Zhang Zhijun, Chen Laoxun, Guo Junjie, Xue Song, He Xianglong                                          |
| Süd    | Guangdong            | Jiang Rui, Qi Xin, Yao Xue, Xia Jingyun, He Jiaxin, Sun Yu, Chen Qingchen, Wang Nan, Li Yi                                                 |
| Süd    | Sichuan              | Xie Zhongbo, Dong Xiao, Pei Tianyi, Fu Jinlong, Zhu Siyuan, Li Ran                                                                         |
| Süd    | Sichuan              | Yang Jialu, Wu Qianqian, Xia Chunyu, Han Li, Jia Wei, Xu Wei                                                                               |
| Süd    | Guangzhou            | Zheng Bo, Li Yisheng, Lin Dehao, Chen Jinlin, Taufik Hidayat, Tan Boon Heong, Koo Kien Keat                                                |
| Süd    | Guangzhou            | Lu Lan, Bao Yixin, Zhong Qianxin, Wang Zhengming, Deng Xuan, Mei Qili, Ou Dongni                                                           |
| Süd    | Volksbefreiungsarmee | Lin Dan, He Hanbin, Luo Cheng, Xiong Shuai, Li Jie, Li Gen, He Hanqing, Liu Xiaolong, Zhou Yujie                                           |
| Süd    | Volksbefreiungsarmee | Wang Xin, Li Xuerui, Zheng Yu, Qin Jinjing, Pan Pan, Feng Chen, Xiong Rui, Xiao Jia                                                        |

## Vorrunde

### Gruppe Nord
| Platz | Team     | Punkte | Spiele | Sätze | Bälle |
| ----- | -------- | ------ | ------ | ----- | ----- |
| 1     | Qingdao  | 8      |        |       |       |
| 2     | Zhejiang | 6      |        |       |       |
| 3     | Jiangsu  | 5      |        |       |       |
| 4     | Shenyang | 5      |        |       |       |
| 5     | Wuhan    | 4      |        |       |       |
| 6     | Peking   | 2      |        |       |       |

#### Hinrunde

##### 1. Spieltag
- Datum: 25. August 2012

| Heim    | Ergebnis | Gast     |
| ------- | -------- | -------- |
| Qingdao | 5：0     | Shenyang |
| Peking  | 4：1     | Wuhan    |
| Jiangsu | 4：1     | Zhejiang |

##### 2. Spieltag
- Datum: 30. August 2012

| Heim     | Ergebnis | Gast    |
| -------- | -------- | ------- |
| Qingdao  | 5：0     | Peking  |
| Shenyang | 3：2     | Jiangsu |
| Zhejiang | 3：2     | Wuhan   |

##### 3. Spieltag
- Datum: 1. September 2012

| Heim     | Ergebnis | Gast    |
| -------- | -------- | ------- |
| Qingdao  | 4：1     | Jiangsu |
| Zhejiang | 3：2     | Peking  |
| Shenyang | 4：1     | Wuhan   |

##### 4. Spieltag
- Datum: 6. September 2012

| Heim     | Ergebnis | Gast     |
| -------- | -------- | -------- |
| Zhejiang | 1：4     | Qingdao  |
| Wuhan    | 3：2     | Jiangsu  |
| Peking   | 2：3     | Shenyang |

##### 5. Spieltag
- Datum: 8. September 2012

| Heim     | Ergebnis | Gast     |
| -------- | -------- | -------- |
| Wuhan    | 1：4     | Qingdao  |
| Shenyang | 3：2     | Zhejiang |
| Jiangsu  | 4：1     | Peking   |

#### Rückrunde

##### 1. Spieltag
- Datum: 27. September 2012

| Heim     | Ergebnis | Gast    |
| -------- | -------- | ------- |
| Shenyang | 1：4     | Qingdao |
| Wuhan    | 3：2     | Peking  |
| Zhejiang | 4：1     | Jiangsu |

##### 2. Spieltag
- Datum: 29. September 2012

| Heim    | Ergebnis | Gast     |
| ------- | -------- | -------- |
| Peking  | 1：4     | Qingdao  |
| Jiangsu | 5：0     | Shenyang |
| Wuhan   | 3：2     | Zhejiang |

##### 3. Spieltag
- Datum: 6. Oktober 2012

| Heim    | Ergebnis | Gast     |
| ------- | -------- | -------- |
| Jiangsu | 3：2     | Qingdao  |
| Peking  | 0：5     | Zhejiang |
| Wuhan   | 3：2     | Shenyang |

##### 4. Spieltag
- Datum: 11. Oktober 2012

| Heim     | Ergebnis | Gast     |
| -------- | -------- | -------- |
| Qingdao  | 1：4     | Zhejiang |
| Jiangsu  | 5：0     | Wuhan    |
| Shenyang | 3：2     | Peking   |

##### 5. Spieltag
- Datum: 13. Oktober 2012

| Heim     | Ergebnis | Gast     |
| -------- | -------- | -------- |
| Qingdao  | 5：0     | Wuhan    |
| Zhejiang | 5：0     | Shenyang |
| Peking   | 4：1     | Jiangsu  |

### Gruppe Süd
| Platz | Team                 | Punkte | Spiele | Sätze | Bälle |
| ----- | -------------------- | ------ | ------ | ----- | ----- |
| 1     | Hunan                | 7      |        |       |       |
| 2     | Volksbefreiungsarmee | 7      |        |       |       |
| 3     | Guangzhou            | 6      |        |       |       |
| 4     | Guangdong            | 5      |        |       |       |
| 5     | Shanghai             | 3      |        |       |       |
| 6     | Sichuan              | 2      |        |       |       |

#### Hinrunde

##### 1. Spieltag
- Datum: 25. August 2012

| Heim                 | Ergebnis | Gast     |
| -------------------- | -------- | -------- |
| Guangdong            | 2：3     | Hunan    |
| Volksbefreiungsarmee | 1：4     | Sichuan  |
| Guangzhou            | 4：1     | Shanghai |

##### 2. Spieltag
- Datum: 30. August 2012

| Heim      | Ergebnis | Gast                 |
| --------- | -------- | -------------------- |
| Sichuan   | 1：4     | Hunan                |
| Guangdong | 3：2     | Shanghai             |
| Guangzhou | 4：1     | Volksbefreiungsarmee |

##### 3. Spieltag
- Datum: 1. September 2012

| Heim                 | Ergebnis | Gast      |
| -------------------- | -------- | --------- |
| Shanghai             | 2：3     | Hunan     |
| Sichuan              | 2：3     | Guangzhou |
| Volksbefreiungsarmee | 3：2     | Guangdong |

##### 4. Spieltag
- Datum: 6. September 2012

| Heim     | Ergebnis | Gast                 |
| -------- | -------- | -------------------- |
| Hunan    | 4：1     | Guangzhou            |
| Shanghai | 2：3     | Volksbefreiungsarmee |
| Sichuan  | 1：4     | Guangdong            |

##### 5. Spieltag
- Datum: 8. September 2012

| Heim      | Ergebnis | Gast                 |
| --------- | -------- | -------------------- |
| Hunan     | 3：2     | Volksbefreiungsarmee |
| Guangzhou | 4：1     | Guangdong            |
| Shanghai  | 3：2     | Sichuan              |

#### Rückrunde

##### 1. Spieltag
- Datum: 27. September 2012

| Heim     | Ergebnis | Gast                 |
| -------- | -------- | -------------------- |
| Hunan    | 4：1     | Guangdong            |
| Sichuan  | 2：3     | Volksbefreiungsarmee |
| Shanghai | 3：2     | Guangzhou            |

##### 2. Spieltag
- Datum: 29. September 2012

| Heim                 | Ergebnis | Gast      |
| -------------------- | -------- | --------- |
| Hunan                | 4：1     | Sichuan   |
| Shanghai             | 2：3     | Guangdong |
| Volksbefreiungsarmee | 3：2     | Guangzhou |

##### 3. Spieltag
- Datum: 6. Oktober 2012

| Heim      | Ergebnis | Gast                 |
| --------- | -------- | -------------------- |
| Hunan     | 2：3     | Shanghai             |
| Guangzhou | 4：1     | Sichuan              |
| Guangdong | 1：4     | Volksbefreiungsarmee |

##### 4. Spieltag
- Datum: 11. Oktober 2012

| Heim                 | Ergebnis | Gast     |
| -------------------- | -------- | -------- |
| Guangzhou            | 4：1     | Hunan    |
| Volksbefreiungsarmee | 5：0     | Shanghai |
| Guangdong            | 4：1     | Sichuan  |

##### 5. Spieltag
- Datum: 13. Oktober 2012

| Heim                 | Ergebnis | Gast      |
| -------------------- | -------- | --------- |
| Volksbefreiungsarmee | 3：2     | Hunan     |
| Guangdong            | 4：1     | Guangzhou |
| Sichuan              | 4：1     | Shanghai  |

### Endrunde
|  | Viertelfinale        | Viertelfinale   |  |  | Halbfinale              | Halbfinale              |   |  | Finale | Finale |
|  |                      |                 |  |  |                         |                         |   |  |        |        |
|  | 1.–4. Nov. 2012      |                 |  |  |                         |                         |   |  |        |        |
|  | Hunan                | 2               |  |  | 10. Nov. – 2. Dez. 2012 | 10. Nov. – 2. Dez. 2012 |   |  |        |        |
|  | Shenyang             | 1               |  |  | Hunan                   | 1                       |   |  |        |        |
|  | 1.–4. Nov. 2012      | 1.–4. Nov. 2012 |  |  | Guangzhou               | 2                       |   |  |        |        |
|  | Zhejiang             | 1               |  |  | 6.–9. Dez. 2012         | 6.–9. Dez. 2012         |   |  |        |        |
|  | Guangzhou            | 2               |  |  | Guangzhou               | 2                       |   |  |        |        |
|  | 1.–4. Nov. 2012      | 1.–4. Nov. 2012 |  |  |                         | Qingdao                 | 0 |  |        |        |
|  | Volksbefreiungsarmee | 2               |  |  | 10. Nov. – 2. Dez. 2012 | 10. Nov. – 2. Dez. 2012 |   |  |        |        |
|  | Jiangsu              | 1               |  |  | Volksbefreiungsarmee    | 1                       |   |  |        |        |
|  | 1.–4. Nov. 2012      | 1.–4. Nov. 2012 |  |  | Qingdao                 | 2                       |   |  |        |        |
|  | Qingdao              | 2               |  |  |                         |                         |   |  |        |        |
|  | Guangdong            | 0               |  |  |                         |                         |   |  |        |        |

#### Viertelfinale
- Datum: 1. November 2012

| Heim      | Ergebnis | Gast                 |
| --------- | -------- | -------------------- |
| Guangzhou | 2：3     | Zhejiang             |
| Shenyang  | 3：2     | Hunan                |
| Jiangsu   | 1：3     | Volksbefreiungsarmee |
| Guangdong | 1：3     | Qingdao              |

- Datum: 3. November 2012

| Heim                 | Ergebnis | Gast      |
| -------------------- | -------- | --------- |
| Qingdao              | 3：0     | Guangdong |
| Volksbefreiungsarmee | 1：3     | Jiangsu   |
| Zhejiang             | 2：3     | Guangzhou |
| Hunan                | 3：0     | Shenyang  |

- Datum： 4. November 2012

| Heim                 | Ergebnis | Gast      |
| -------------------- | -------- | --------- |
| Volksbefreiungsarmee | 3：1     | Jiangsu   |
| Hunan                | 3：0     | Shenyang  |
| Zhejiang             | 1：3     | Guangzhou |

#### Halbfinale
- Datum: 10. November 2012

| Heim                 | Ergebnis | Gast    |
| -------------------- | -------- | ------- |
| Volksbefreiungsarmee | 3：2     | Qingdao |
| Guangzhou            | 0：3     | Hunan   |

- Datum: 1. Dezember 2012

| Heim    | Ergebnis | Gast                 |
| ------- | -------- | -------------------- |
| Qingdao | 3：2     | Volksbefreiungsarmee |
| Hunan   | 1：3     | Guangzhou            |

- Datum: 2. Dezember 2012

| Heim    | Ergebnis | Gast                 |
| ------- | -------- | -------------------- |
| Qingdao | 3：0     | Volksbefreiungsarmee |
| Hunan   | 0：3     | Guangzhou            |

#### Finale
- Datum: 6. Dezember 2012
- Ort: Guangdong

| Heim                         | Ergebnis            | Gast              |
| Guangzhou                    | 3：1                | Qingdao           |
| ---------------------------- | ------------------- | ----------------- |
| Ou Dongni/Bao Yixin          | 2：0 (21-19, 21-12) | Ma Jin/Luo Yu     |
| Deng Xuan                    | 0：2 (16-21, 17-21) | Ratchanok Intanon |
| Koo Kien Keat/Tan Boon Heong | 2：0 (21-16, 21-13) | Shen Ye/Hong Wei  |
| Wang Zhengming               | 2：0 (21-15, 22-20) | Du Pengyu         |
| Zheng Bo/Bao Yixin           | nicht gespielt      | Hong Wei/Ma Jin   |

- Datum: 8. Dezember 2012
- Ort: Qingdao

| Heim              | Ergebnis                   | Gast                         |
| Qingdao           | 2：3                       | Guangzhou                    |
| ----------------- | -------------------------- | ---------------------------- |
| Shen Ye/Hong Wei  | 0：2 (17-21, 20-22)        | Koo Kien Keat/Tan Boon Heong |
| Du Pengyu         | 1：2 (20-22, 21-17, 7-21)  | Wang Zhengming               |
| Hong Wei/Ma Jin   | 2：0 (21-8, 21-17)         | Zheng Bo/Bao Yixin           |
| Ratchanok Intanon | 2：1 (21-19, 10-21, 21-11) | Deng Xuan                    |
| Luo Yu/Wei Yaqi   | 0：2 (16-21, 11-21)        | Ou Dongni/Bao Yixin          |